# Кизель, Даниэла
Даниэ́ла Ки́зель (нем. Daniela Kiesel) — немецкая кёрлингистка.
В составе женской сборной ФРГ участвовала в чемпионате мира 1982 (заняли девятое место).
Играла на позиции первого.

## Команды
| Сезон   | Четвёртый   | Третий      | Второй        | Первый         | Турниры           |
| ------- | ----------- | ----------- | ------------- | -------------- | ----------------- |
| 1981—82 | Сюзи Кизель | Гизела Лунц | Труди Бенцинг | Даниэла Кизель | ЧМ 1982 (9 место) |

(скипы выделены полужирным шрифтом)